# Laurents Hörr

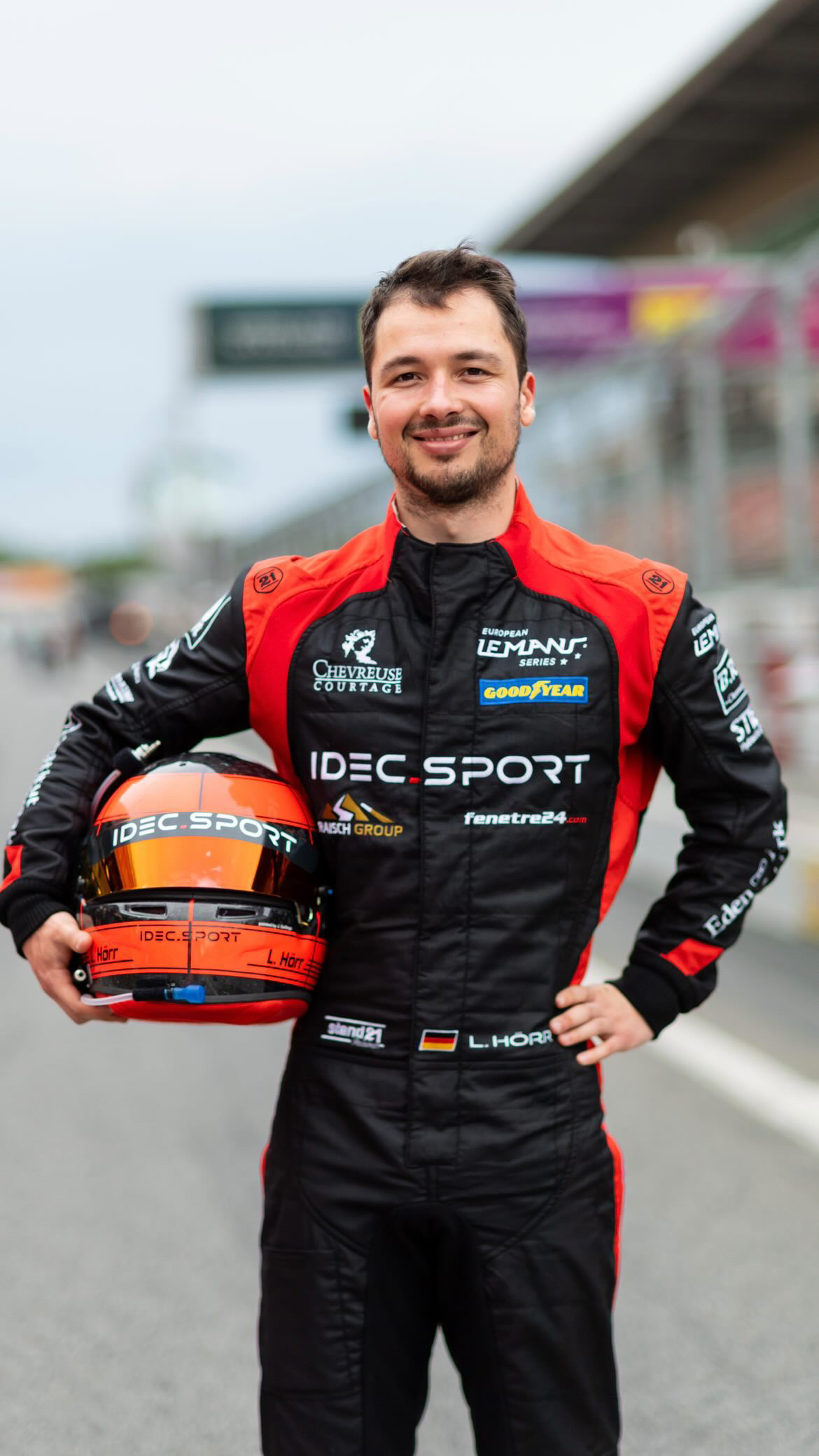
Laurents Hörr 2023

Laurents Hörr (* 11. September 1997 in Gerlingen) ist ein deutscher Autorennfahrer.  

## Karriere
Laurents Hörr fuhr nach seiner Zeit im Kartsport zwei Jahre lang Monopostorennen und wandte sich dann dem GT-  und Sportwagensport zu. Nach einer Saison im Formel Renault 2.0 Northern European Cup 2016 erreichte er im Folgejahr hinter Gilles Heriau den zweiten Endrang in der V de V Challenge Monoplace. Ab 2018 bestritt er ausschließlich Sportwagenrennen. Er startete unter anderem im Michelin Le Mans Cup, wo er 2019 die LMP3-Klasse gewann, der European- und Asian Le Mans Series sowie der FIA-Langstrecken-Weltmeisterschaft. Die Asian Le Mans Series 2024 beendete er als Gesamtfünfter. Dieselbe Platzierung erreichte er bei der European Le Mans Series 2023. 
2022 gab er sein Debüt beim 24-Stunden-Rennen von Le Mans, wo der 14. Rang 2023 sein bisher bestes Ergebnis ist.

## Statistik

### Le-Mans-Ergebnisse
| Jahr | Team            | Fahrzeug | Teamkollege   | Teamkollege          | Platzierung | Ausfallgrund |
| ---- | --------------- | -------- | ------------- | -------------------- | ----------- | ------------ |
| 2022 | DKR Engineering | Oreca 07 | Jean Glorieux | Alexandre Cougnaud   | Rang 22     |              |
| 2023 | IDEC Sport      | Oreca 07 | Paul Lafargue | Paul-Loup Chatin     | Rang 14     |              |
| 2024 | DKR Engineering | Oreca 07 | René Binder   | Alexander Mattschull | Rang 21     |              |

### Sebring-Ergebnisse
| Jahr | Team                     | Fahrzeug | Teamkollege     | Teamkollege | Platzierung | Ausfallgrund |
| ---- | ------------------------ | -------- | --------------- | ----------- | ----------- | ------------ |
| 2024 | MDK by High Class Racing | Oreca 07 | Dennis Andersen | Seth Lucas  | Rang 17     |              |

### Einzelergebnisse in der FIA-Langstrecken-Weltmeisterschaft
| Saison  | Team            | Rennwagen       | 1   | 2   | 3   | 4   | 5   | 6   | 7   | 8   |
| ------- | --------------- | --------------- | --- | --- | --- | --- | --- | --- | --- | --- |
| 2019/20 | Team Project 1  | Porsche 991 RSR | SIL | FUJ | SHA | BAH | AUS | SPA | LEM | BAH |
| 2019/20 | Team Project 1  | Porsche 991 RSR |     |     |     |     | 22  | 20  |     |     |
| 2022    | DKR Engineering | Oreca 07        | SEB | SPA | LEM | MON | FUJ | BAH |     |     |
| 2022    | DKR Engineering | Oreca 07        | 22  |     |     |     |     |     |     |     |
| 2023    | IDEC Sport      | Oreca 07        | SEB | POR | SPA | LEM | MON | FUJ | BAH |     |
| 2023    | IDEC Sport      | Oreca 07        | 14  |     |     |     |     |     |     |     |
| 2024    | DKR Engineering | Oreca 07        | KAT | IMO | SPA | LEM | SAO | AUS | FUJ | BAH |
| 2024    | DKR Engineering | Oreca 07        | 21  |     |     |     |     |     |     |     |